# James Marsden
James Paul Marsden (Stillwater, 18 settembre 1973) è un attore statunitense.
È noto per il ruolo del mutante supereroe Ciclope nei film degli X-Men e nel Marvel Cinematic Universe, per la serie televisiva Westworld - Dove tutto è concesso e per il ruolo dello sceriffo Tom Wachowski nella serie cinematografica live-action di Sonic the Hedgehog.

## Biografia
Nato in Oklahoma, ha studiato presso la Putman City North High School a Oklahoma City e ha frequentato l'Oklahoma State University; l'attore, il cui padre è un professore di etologia e la cui madre è una nutrizionista, ha due sorelle e due fratelli. Di origini tedesche, francesi, inglesi e scozzesi, i suoi genitori divorziarono quando aveva 9 anni. Inizia a lavorare nel campo della recitazione con piccoli ruoli in telefilm come La tata, Il tocco di un angelo, Cinque in famiglia e Papà Noè, venendo accreditato come Jimmy Marsden. Come James Marsden, recita in Generazione perfetta con Katie Holmes e in Gossip con Kate Hudson e Lena Headey.
Dopo aver rifiutato un ruolo, poi andato a Ryan Phillippe, nel film Studio 54, gli viene assegnata la parte di Ciclope nel film di Bryan Singer X-Men, ruolo che ricopre anche in altri tre capitoli della saga. Nel 2004 ottiene il ruolo dell'antagonista amoroso di Ryan Gosling nel film Le pagine della nostra vita, mentre nel 2006 recita in Superman Returns nel ruolo di Richard White, compagno di Lois Lane e nipote di Perry. Nel 2007 recita in Hairspray con John Travolta e in Come d'incanto con Amy Adams. Nel 2008 interpreta il ruolo di Kevin Doyle nella commedia romantica 27 volte in bianco al fianco di Katherine Heigl.
Nel 2012 recita in The Wedding Party al fianco di Kirsten Dunst e Isla Fisher. Nel 2014 è protagonista, al fianco di Michelle Monaghan, del film The Best of Me - Il meglio di me, diretto da Michael Hoffman e tratto dal romanzo Il meglio di me di Nicholas Sparks. Nel 2019 ottiene il ruolo dello sceriffo Tom Wachowski nel film Sonic - Il film, diretto da Jeff Fowler, uscito nelle sale cinematografiche del 2020. L'attore ha partecipato anche ai sequel (Sonic 2 - Il film e Sonic 3 - Il film), usciti nelle sale cinematografiche ad aprile 2022 e a dicembre 2024. Nel 2025, a 11 anni di distanza dal film X-Men - Giorni di un futuro passato, è stato annunciato che riprenderà nuovamente il ruolo del Ciclope nel film del Marvel Cinematic Universe Avengers: Doomsday, in uscita nel 2026.

## Vita privata
Nel 2000 sposa l'attrice Lisa Linde, dalla quale ha due figli, Jack Holden (2001) e Mary James (2005). Nel settembre del 2011 Lisa ha presentato istanza di divorzio. Il 14 dicembre 2012 ha avuto un altro figlio, William Luca Costa-Marsden, dall'ex compagna, la modella Rose Costa.

## Filmografia

### Cinema
- Ricercati vivi o morti (Public Enemies), regia di Mark L. Lester (1996)
- Campfire Tales - Racconti del terrore (Campfire Tales), regia di Matt Cooper, Martin Kunert e David Semel (1997)
- Generazione perfetta (Disturbing Behavior), regia di David Nutter (1998)
- Gossip, regia di Davis Guggenheim (2000)
- X-Men, regia di Bryan Singer (2000)
- Le insolite sospette - Sugar & Spice (Sugar & Spice Jack Bartlett), regia di Francine McDougall (2001)
- Zoolander, regia di Ben Stiller (2001)
- Interstate 60, regia di Bob Gale (2002)
- X-Men 2, regia di Bryan Singer (2003)
- The 24th Day, regia di Tony Piccirillo (2004)
- Le pagine della nostra vita (The Notebook), regia di Nick Cassavetes (2004)
- Heights, regia di Chris Terrio (2005)
- The Alibi, regia di Matt Checkowski, Kurt Mattila (2006)
- 10th & Wolf, regia di Robert Moresco (2006)
- X-Men - Conflitto finale (X-Men: The Last Stand), regia di Brett Ratner (2006)
- Superman Returns, regia di Bryan Singer (2006)
- Hairspray - Grasso è bello (Hairspray), regia di Adam Shankman (2007)
- Come d'incanto (Enchanted), regia di Kevin Lima (2007)
- 27 volte in bianco (27 Dresses), regia di Anne Fletcher (2008)
- Sex Movie in 4D (Sex Drive), regia di Sean Anders (2008)
- The Box, regia di Richard Kelly (2009)
- Il funerale è servito (Death at a Funeral), regia di Neil LaBute (2010)
- Hop, regia di Tim Hill (2011)
- Straw Dogs, regia di Rod Lurie (2011)
- Robot & Frank, regia di Jake Schreier (2012)
- The Wedding Party (Bachelorette), regia di Leslye Headland (2012)
- Small Apartments, regia di Jonas Åkerlund (2012)
- Cani sciolti (2 Guns), regia di Baltasar Kormákur (2013)
- The Butler - Un maggiordomo alla Casa Bianca (The Butler), regia di Lee Daniels (2013)
- Anchorman 2 - Fotti la notizia (Anchorman 2: The Legend Continues), regia di Adam McKay (2013)
- As Cool as I Am, regia di Max Mayer (2013)
- Una notte in giallo (Walk of Shame), regia di Steven Brill (2014)
- X-Men - Giorni di un futuro passato (X-Men: Days of Future Past), regia di Bryan Singer (2014) - cameo
- Welcome to Me, regia di Shira Piven (2014)
- The Best of Me - Il meglio di me (The Best of Me), regia di Michael Hoffman (2014)
- Il labirinto del Grizzly (Into the Grizzly Maze), regia di David Hackl (2014)
- The Loft, regia di Erik Van Looy (2014)
- Accidental Love, regia di Stephen Greene (2015)
- Affare fatto (Unfinished Business), regia di Ken Scott (2015)
- Una notte da matricole (The D Train), regia di Jarrad Paul e Andrew Mogel (2015)
- The Female Brain - Donne vs Uomini (The Female Brain), regia di Whitney Cummings (2017)
- Attacco alla verità - Shock and Awe (Shock and Awe), regia di Rob Reiner (2017)
- Sonic - Il film (Sonic the Hedgehog), regia di Jeff Fowler (2020)
- Sonic 2 - Il film (Sonic the Hedgehog 2), regia di Jeff Fowler (2022)
- Come per disincanto - E vissero infelici e scontenti (Disenchanted), regia di Adam Shankman (2022)
- La memoria dell'assassino (Knox Goes Away), regia di Michael Keaton (2023)
- Unfrosted - Storia di uno snack americano (Unfrosted), regia di Jerry Seinfeld (2024)
- Sonic 3 - Il film (Sonic the Hedgehog 3), regia di Jeff Fowler (2024)

### Televisione
- La tata (The Nanny) – serie TV, 2 episodi (1993)
- Bayside School (Saved by the Bell) – serie TV, episodio 1x07 (1993)
- Cinque in famiglia (Party of Five) – serie TV, episodio 1x22 (1995)
- Blossom – serie TV, episodio 5x17 (1995)
- Il tocco di un angelo (Touched by an Angel) – serie TV, episodio 2x05 (1995)
- Papà Noè (Second Noah) – serie TV, 21 episodi (1996-1997)
- La bella Mafia (Bella Mafia), regia di David Greene – film TV (1997)
- Oltre i limiti (The Outer Limits) – serie TV, episodio 4x08 (1998)
- Ally McBeal – serie TV, 13 episodi (2001-2002)
- Modern Family – serie TV, episodio 2x11 (2011)
- 30 Rock – serie TV, 13 episodi (2012-2013)
- Westworld - Dove tutto è concesso (Westworld) – serie TV, 22 episodi (2016-2018, 2022)
- Amiche per la morte - Dead to Me (Dead to Me) – serie TV, 30 episodi (2019- 2022)
- Mrs. America – miniserie TV (2020)
- The Stand – miniserie TV (2020-2021)
- Jury Duty – serie TV, 8 episodi (2023)
- Paradise – serie TV (2025)

### Doppiaggio
- Cani & gatti - La vendetta di Kitty (Cats & Dogs: The Revenge of Kitty Galore), regia di Brad Peyton (2010)
- Wander (Wander over Yonder) – serie TV, 3 episodi (2013-2016)
- My Little Pony: una nuova generazione (My Little Pony: A New Generation), regia di Robert Cullen e José Ucha (2021)
- Baby Boss 2 - Affari di famiglia (The Boss Baby 2: Family Business), regia di Tom McGrath (2021)
- Prosciutto e uova verdi (Green Eggs and Ham) – serie animata, episodio 2x06 (2022)
- PAW Patrol - Il super film (PAW Patrol: The Mighty Movie), regia di Cal Brunker (2023)

## Doppiatori italiani
Nelle versioni in italiano delle opere in cui ha recitato, James Marsden è stato doppiato da:
- Francesco Bulckaen in X-Men, X-Men 2, X-Men - Conflitto finale, Superman Returns, Come d'incanto[2], 27 volte in bianco, The Box, Small Apartments, 30 Rock, Cani sciolti, Anchorman 2 - Fotti la notizia, X-Men - Giorni di un futuro passato, The Best of Me - Il meglio di me, Il labirinto del Grizzly, Westworld - Dove tutto è concesso, Amiche per la morte - Dead to Me, Mrs. America, Come per disincanto - e vissero infelici e scontenti[2], Unfrosted - Storia di uno snack americano, Paradise
- Simone D'Andrea in Ally McBeal, Hairspray - Grasso è bello, Affare fatto, The Stand
- Francesco Pezzulli in Straw Dogs, Modern Family, Campfire Tales - Racconti del terrore
- Marco Vivio in 10th & Wolf, Il funerale è servito, Accidental Love
- Massimiliano Manfredi in Sonic - Il film, Sonic 2 - Il film, Sonic 3 - Il film
- Giorgio Borghetti in The Loft, La memoria dell'assassino
- Fabrizio Manfredi in Generazione perfetta, Gossip
- Francesco Prando in The Butler - Un maggiordomo alla Casa Bianca
- Riccardo Niseem Onorato in Le pagine della nostra vita
- Massimiliano Alto in Le insolite sospette
- Stefano Crescentini in Interstate 60
- Gianfranco Miranda in The Wedding Party
- Davide Lepore in Innocenti evasioni
- Daniele Raffaeli in Una notte in giallo
- Andrea Mete in Una notte da matricole
- Paolo Vivio in Sex Movie in 4D
- Luca Sandri in Ally McBeal (ep. 4x07)
- Nanni Baldini in Papà Noè
- Luca Argentero in Hop
- Federico Talocci in The Female Brain - Donne vs Uomini

Da doppiatore è sostituito da:
- Francesco De Francesco in Wander
- Jacopo Calatroni in My Little Pony: una nuova generazione
- Jacopo Venturiero in Baby Boss 2 - Affari di famiglia
- Francesco Bulckaen in PAW Patrol - Il super film